# Davy Chou
Davy Chou (khmer : ជូ ដាវី), né le 13 août 1983 à Fontenay-aux-Roses, est un réalisateur franco-cambodgien.

## Biographie
Davy Chou est le petit-fils de Van Chann, un des principaux producteurs du Cambodge dans les années 1960 et 1970.
En 2009, Davy Chou crée à Phnom Penh un atelier de cinéma avec 6 universités et 60 étudiants, Kon Khmer Koun Khmer (កុនខ្មែរ កូនខ្មែរ, Films khmers, jeunes Khmers), producteur d’un film de suspense de 45 minutes tourné au Cambodge et dirigé par les étudiants, Twin Diamonds.
En 2010-2011, il part au Cambodge à la recherche des témoins survivants (professionnels, spectateurs, bâtiments) de l’âge d’or du cinéma cambodgien, entre 1960 et 1975 (près de 400 films, dont beaucoup ont été détruits ou perdus sous les Khmers rouges). Il interviewe entre autres l'actrice Dy Saveth (en) et les cinéastes Ly Bun Yim, Yvon Hem (décédé le 10 août 2012) et Ly You Sreang.
Le documentaire de 100 minutes qui résulte de ce travail de mémoire, Le Sommeil d'or (en anglais, Golden Slumbers, en khmer, ដំណេកមាស, Dâmnek Meas), est sorti en France le 19 septembre 2012 et en DVD en avril 2013 a été sélectionné dans de nombreux festivals de cinemanotamment le Forum du Festival International du Film de Berlin 2012, le Festival international du film de Busan 2011 et a remporte le prix One+One du Festival international du film de Belfort 2011. 
Son court métrage Cambodia 2099 narre l'histoire de deux jeunes cambodgiens qui se retrouvent à Diamond Island pour parler de leur rêve. Le film a été sélectionné à la Quinzaine des réalisateurs en 2014 et a remporté le Grand Prix du Festival du film de Vendôme 2014. 
Son second long métrage, mais premier de fiction, Diamond Island, a été sélectionné par la Semaine de la critique du Festival de Cannes 2016,,. 
Davy Chou a créé en 2009 avec Jacky Goldberg et Sylvain Decouvelaere la société de production Vycky Films, ainsi que Anti-Archive en 2014 avec Steve Chen et Kavich Neang permettant à des réalisateurs khmers émergents de produire leurs films. 

## Filmographie

### Longs métrages
- 2012 : Le Sommeil d'or

- 2016 : Diamond Island
- 2022 : Retour à Séoul

### Courts métrages
- 2006 : Le Premier Film
- 2008 : Expired
- 2009 : Twin Diamonds
- 2014 : Cambodia 2099

## Distinctions
- Cambodia 2099 : grand prix du Festival du film de Vendôme en 2014[9]
- Diamond Island : prix de la Fondation Gan pour le cinéma lors de la Semaine de la critique 2016 et grand prix du Festival du film de Cabourg 2016
- Retour à Séoul : sélection Un certain regard au festival de Cannes 2022

## Divers
Davy Chou est un ami d’études de l’écrivain Sabri Louatah[réf. nécessaire], qui lui a suggéré le titre Le Sommeil d'or.